# Angela Hoffmann
Angela Hoffmann (* 1957 in Hannover) ist eine deutsche Schriftstellerin, Übersetzerin, Biographin und Dozentin für kreatives Schreiben.

## Leben
Während des Studiums der Philosophie und der Literaturwissenschaften engagierte sie sich im Bereich „Kreatives Schreiben“ (engl. creative writing). Ihr besonderes Interesse gilt der Tradition von ausschließlich mündlich weitergegebenen Erfahrungen und Mythen, wie in der Kultur der Indianer, der Aborigines, der Märchenerzähler in arabischen Ländern oder in Afrika sowie in Europa und den USA der Oral History. Sie unternahm Reisen nach Indien, Israel, in den Libanon, nach Jordanien, Ägypten, Marokko, Tunesien, in die USA, auf die karibischen Inseln, nach Mexiko, nach Hongkong, Singapur, Thailand, Sri Lanka und nach Südkorea. Die Erlebnisse wurden zur Inspiration für Gedichte, Kurzgeschichten, Novellen, Erzählungen, Haiku und Essays.
Die Begegnung mit dem indianisch-stämmigen Schauspieler Floyd Westerman und mit der Findhorn Foundation beschrieb Angela Hoffmann in der Erzählung Unter dem Magnolienbaum.
Der Aufenthalt im Libanon inspirierte sie zur Übersetzung von Jason Leens The Death of the Prophet/Die Heimkehr des Propheten, erschienen als Fortsetzung von Khalil Gibrans Der Prophet und Im Garten des Propheten unter dem Titel Khalil Gibran: Die Propheten-Bücher, Goldmann Taschenbuch-Verlag.
1974 wurde Angela Hoffmann, nachdem sie Texte in der Literaturzeitschrift Die Horen veröffentlicht hatte, in den Verband Deutscher Schriftsteller aufgenommen und dort von der Autorin Ingeborg Drewitz gefördert. Günter Wallraff berichtete 1977 über Angela Hoffmann in „Der Aufmacher“ und „Zeugen der Anklage“ sowie in seinem Film „Informationen aus dem Hinterland – Günter Wallraff – Der Mann der bei Bild Hans Esser war.“ Sie war von 1974 bis 1988 Mitglied des Deutschen Schriftstellerverbandes (VS), heute in ver.di, und wurde 1986 als Beisitzerin in den Bundesvorstand gewählt. 1988 trat sie gemeinsam mit Günter Grass, Herta Müller, Leonie Ossowski u. a. aus dem VS aus. Sie warf 1992 dem neben ihr sitzenden Bernt Engelmann in der NDR-Talkshow vor, dass während seiner Zeit als VS-Vorsitzender andersdenkende Autoren mit „menschenverachtenden Methoden“ zum Schweigen gebracht worden seien. Henryk M. Broder dokumentiert die deutsch/deutsche Problematik im Schriftstellerverband am Beispiel der Ausbürgerung von Wolf Biermann in seinem Buch „Erbarmen mit den Deutschen“ anlässlich einer kontroversen Diskussion zwischen Angela Hoffmann und dem ehemaligen DDR-Minister Klaus Höpcke, Peter O. Chotjewitz, Bernt Engelmann und Hermann Kant in Berlin 1992.
Angela Hoffmann ist als Dozentin für kreatives Schreiben und Erzähltechnik für Biographiearbeit tätig. Gemeinsam mit dem Kendo-Lehrer Klaus Grelewicz entwickelte sie Seminare zum Thema „Kendo-Haiku-Zen“ und engagiert sich in der Hannover-Hiroshima Gesellschaft.
Angela Hoffmann schreibt in deutscher und englischer Sprache. Ihre Gedichte und Erzählungen wurden mit dem Literaturförderpreis des Landes Niedersachsen ausgezeichnet. Sie lebt in Adelheidsdorf bei Celle.

## Werke
- Aphrodisiaka. Gedichte und Erzählungen/Kurzprosa 1979 Hannover, ISBN 3-922382-04-5.
- Die Haut vom Leib. Gedichte in englischer und deutscher Sprache, 1987, St. Gallen, Schweiz, ISBN 3-907081-06-4.
- Unter dem Magnolienbaum. Erzählung in Schwestern der Erde, hrsg. Dolt und von Weltzien, Goldmann TB 1994, ISBN 3-442-42236-1.
- Gedichtveröffentlichung Sommerbeginn im Schulbuch 9/10 Startklar fit in Wort und Schrift, Schroedel-Schulbuch Verlag 2006, ISBN 3-507-41666-2.
- Der goldene Drache. Erzählung in Sommer Festival, Bastei Lübbe 1991, ISBN 3-404-11729-8.
- Die Frau im Regen. Erzählung in Knaurs Neues LeseFestival, Knaur TB Verlag 1990, ISBN 3-426-03010-1.
- du umgekehrter märchenprinz, du. Gedichtveröffentlichung in Der Kuß-Von der schönsten Sache der Welt, hrsg. von Doris Maurer, Insel TB Verlag, ISBN 3-458-33868-3.
- pavane, liebende, märchenprinz. Gedichtveröffentlichung in Liebhabereien, Knaur Taschenbuch Verlag 1999 und Neuauflage 2002, ISBN 3-426-62175-4.
- Haiku in Haiku mit Köpfchen, hrsg. Erika Wübbena, Hamburger Haiku Verlag 2003, ISBN 3-937257-04-7.
- Fünf Gedichte in Spinnenmusik, hrsg. von Wolfgang Jeschke, Science-Fiction-Reihe, Heyne TB 1979, ISBN 3-453-30559-0.
- Wonderland Erzählung in Nachrichten vom Zustand des Landes hrsg. von Rudij Bergmann, Fischer TB 1981, ISBN 3-596-27508-3.
- Gedichte in 39 Grad – Texte von Fernweh und Reisefieber, rororo Rowohlt TB Verlag 1983, ISBN 3-499-15088-3.
- Gedichte in Anders als die Blumenkinder – Gedichte der Jugend aus den 70er Jahren, hrsg. von Glomb/Reese rororo Rowohlt 1980, ISBN 3-499-14656-8.
- Gedichte in Gedichte über Leben, hrsg. von Olaf Alp/Anton G. Leitner, Goldmann TB 1987, ISBN 3-442-21013-5.
- Gedichte in Woher kommt die Hoffnung, neue Gedichte, ausgewählt von Ellen Pomikalko, Reihe Brigitte Gedichte 1990, ISBN 3-570-05728-3.
- Gedichte in Fällt ein kleines Blau vom Himmel, neue Gedichte ausgewählt von Ellen Pomikalko, Reihe Brigitte Gedichte 1986, ISBN 3-576-10439-9.
- Gedichte in Neue Deutsche Lyrik, hrsg. von Ronald Glomb, Reihe Heyne Lyrik, 1989 im Wilhelm Heyne Verlag München, ISBN 3-453-03014-1.
- Gedicht in Mitten ins Licht Gedicht und Aquarelle, hrsg. von Wilfrid Lutz, 2008 im Präsenz Verlag Gnadenthal Hünfelden, ISBN 978-3-87630-074-0.

## Übersetzungen (Auswahl)
- The Death of the Prophet von Jason Leen übersetzt als Die Heimkehr des Propheten Aquamarin Verlag, 1. Auflage. 1990, ISBN 3-89427-000-4, Goldmann Taschenbuch-Ausgabe ebenfalls unter dem Titel Die Heimkehr des Propheten 1997, ISBN 3-442-13247-9.
- Khalil Gibran Die Propheten-Bücher: Der Prophet, Im Garten des Propheten, Die Heimkehr des Propheten, 2002, ISBN 3-442-21620-6.
- Barbara Young: This Man from Lebanon: A study of Kahlil Gibran. New York 1945.
  - Khalil Gibran - Die Biographie. übersetzt von Petra Michel, Karl-Friedrich Hörner und Angela Hoffmann; erste auf Deutsch erschienene Biographie Gibrans. Aquamarin-Verlag, Grafing 1992, ISBN 3-89427-024-X.

## Film
- Jörg Gfrörer:  Informationen aus dem Hinterland Günter Wallraff - der Mann, der bei Bild Hans Esser war. 1977. (Günter Wallraff interviewte darin Angela Hoffmann und schilderte die Zusammenarbeit in seinen Büchern „Der Aufmacher“ und „Zeugen der Anklage“)
- Beate Klöckner:  Rudolfo  Telefilm Saar / ARD 1990. (Angela Hoffmann spielte die Rolle der „Leslie“)